# 탑링크
탑링크(TopLink)는 자바 개발자를 위한 객체-관계 매핑 팩키지이다.